# École de design de l'UQAM
L'École de design de l'UQAM fait partie de l'Université du Québec à Montréal. On y enseigne au baccalauréat le design de l'environnement et le design graphique. Le Département de design a été fondé en 1974 à l'UQAM, et se transformera en l'École de design en 2000.

## Histoire
Depuis la création de l'Université du Québec à Montréal en 1969, par l'intégration de plusieurs institutions existantes dont l'École des Beaux-Arts de Montréal, les quelques professeurs qui enseignaient dans les modules de Design 2D et de Design 3D étaient regroupés dans le Département d'arts plastiques 3D qui se logeait dans les bâtiments des anciennes École des Beaux-Arts et de l'architecture de Montréal.
En 1974, à la suite de la restructuration globale du Secteur des arts, fut créé le Département de design qui regroupait alors douze professeurs. Ils étaient graphistes, architectes ou designers, et œuvraient disciplinairement dans les deux nouveaux programmes reformulés à cette époque : Design graphique et Design de l'environnement.
Cette création permit aux disciplines du design de prendre une place importante au sein de l'UQAM, entre autres par l'engagement de plusieurs professeurs qui ouvrirent de nouveaux champs de recherche/création et qui modifièrent les objectifs et pratiques pédagogiques.
La création du département a aussi permis d'acquérir le matériel spécialisé et les espaces nécessaires situés, entre 1976 et 1995, dans l'ancienne École technique de Montréal, et ensuite dans un pavillon exclusif, œuvre de l'architecte Dan Hanganu.
En 2000, la transformation du département de design en école de design coïncide avec le développement des programmations d'études supérieures de deuxième et troisième cycle.
Ces développements furent initiés, soutenus et consolidés par les directions qui se succédèrent depuis 1974, en collaboration étroite avec la plus grande partie du corps professoral.

## Activité
Depuis 1981, le Centre de design de l'Université du Québec à Montréal est un lieu de diffusion d'expositions qui présente les tendances historiques et actuelles dans les différents domaines du design. Jusqu'à maintenant, le Centre a réalisé plus de 250 expositions. Par ses expositions s'adressant à tous les professionnels et les étudiants du domaine, le Centre contribue au développement de la culture du design.
Depuis l'an 2000, est organisé annuellement une activité intitulée Dérapage. Cet événement met de l'avant des films expérimentaux non-narratifs et diffuse une sélection de films locaux et internationaux.

## Baccalauréat en design graphique
Afin de répondre aux besoins changeants de l’industrie et d’offrir une expérience d’apprentissage encore plus enrichissante, le programme reçoit une refonte complète en septembre 2024, avec le nouveau programme désigné sous le nom de « Baccalauréat en Design graphique et expériences visuelles ».
La refonte vise à actualiser le programme en s'inscrivant avec les fondements solides du programme précédent. Les ajustements apportés visent à mieux préparer les étudiants au monde du design graphique actuel et des technologies émergentes comme l'intelligence artificielle.
L'École de design de l'UQAM autogère un magazine annuel sous le nom de Pica Magazine. Ce dernier est actif depuis 15 ans, et propose une thématique annuel sous la quelle des soumissions de projets visuels, expérientiels ou installatifs peuvent être soumis.
| Thématique selon l'édition |                   |
| -------------------------- | ----------------- |
| 1p0                        | La typographie    |
| 2p0                        | La transformation |
| 3p0                        | Le processus      |
| 4p0                        | L'espace          |
| 5p0                        | La perception     |
| 6p0                        | Le langage        |
| 7p0                        | Le jeu            |
| 8p0                        | La forme          |
| 9p0                        | Le risque         |
| 10p0                       | L'exploration     |
| 11p0                       | Anomalie          |
| 12p0                       | Dilemme           |
| 13p0                       | L'effet           |
| 14p0                       | Caprice           |
| 15p0                       | Héritage          |